# Záhoří (Mileč)
Záhoří (německy Sahorsch) je vesnice, část obce Mileč v okrese Plzeň-jih v Plzeňském kraji. Nachází se asi 1,5 kilometru jihovýchodně od Milče. Záhoří leží v katastrálním území Záhoří u Milče o rozloze 2,46 km².

## Historie
První písemná zmínka o vesnici pochází z roku 1552.

## Obyvatelstvo
| Rok            | 1869 | 1880 | 1890 | 1900 | 1910 | 1921 | 1930 | 1950 | 1961 | 1970 | 1980 | 1991 | 2001 | 2011 | 2021 |
| -------------- | ---- | ---- | ---- | ---- | ---- | ---- | ---- | ---- | ---- | ---- | ---- | ---- | ---- | ---- | ---- |
| Počet obyvatel | 228  | 221  | 181  | 192  | 180  | 195  | 152  | 146  | 98   | 100  | 73   | 59   | 55   | 63   | 57   |
| Počet domů     | 31   | 32   | 33   | 32   | 33   | 33   | 34   | 31   | 31   | 28   | 28   | 27   | 30   | 34   | 33   |

## Obecní správa
Při sčítání lidu v letech 1850–1963 Záhoří bylo samostatnou obcí, se kterým patřilo nejprve do okresu Přeštice, ale v roce 1950 v okrese Blovice. Od roku 1964 je částí obce Mileč v okrese Plzeň-jih.